# سلحفاة كيب بولنجر
سلحفاة كيب بولنجر هي نوع من السلاحف البرية، ينتمي إلى جنس سلاحف الكيب. تعيش هذه السلحفاة في إقليم ناما كارو بدولة جنوب أفريقيا وجنوب دولة ناميبيا. وهي مهددة بجمعها من البرية لأجل تجارة الحيوانات الأليفة، والدهس على الطرقات، والرعي الجائر.